# Catalogación
En la biblioteconomía y ciencia de la información, la catalogación es el proceso de creación de metadatos que representan los recursos de información, tales como libros, grabaciones de sonido, imágenes en movimiento, etc. La catalogación proporciona información como los nombres de los autores, los títulos y las materias que describen las fuentes, normalmente a través de la creación de registros bibliográficos. Los registros sirven como sustitutos de los recursos de información almacenados. Desde la década de 1970, estos metadatos se encuentran en forma legible por máquina y se indexan por las herramientas de recuperación de información, tales como bases de datos bibliográficas o motores de búsqueda. Aunque habitualmente la catalogación da como resultado la producción de catálogos de biblioteca, también produce otros tipos de herramientas de identificación de documentos y colecciones.
El control bibliográfico constituye la base filosófica de la catalogación, definiendo las reglas para la descripción de recursos de información, de manera que los usuarios puedan buscar y seleccionar el recurso más apropiado. El catalogador es el individuo responsable de los procesos de descripción, el análisis documental, la clasificación y el control de autoridades del material bibliotecario. Los catalogadores son la base de todo el servicio de la biblioteca, ya que son quienes organizan la información de manera que sea fácilmente accesible.

## Funciones del control bibliográfico
Ronald Hagler identificó seis funciones del control bibliográfico:
- Identificar la existencia de todo tipo de recursos de información a medida que se ponen a disposición.[3] La existencia e identidad de un recurso de información debe ser conocida lo antes posible.
- Identificar las obras contenidas dentro de estos recursos de información o parte de ellos.[3] Según el nivel de granularidad requerida, múltiples trabajos pueden estar contenidos en un solo campo, o una obra puede abarcar diversos campos. Por ejemplo: ¿Una sola foto se considera como un recurso de información? ¿Y una colección de fotografías se considera como un recurso de información?
- Reunir sistemáticamente estos recursos de información en colecciones de bibliotecas, archivos, museos, ficheros de Internet. y otros depósitos.[3] De hecho, la adquisición de estos elementos en forma de colecciones puede resultar de utilidad para el usuario.
- Producir listas de estos recursos de información preparados de acuerdo a las normas estándar de citación.[4] Como ejemplo de este tipo de ayudas en la recuperación se encuentran el catálogo de biblioteca, los índices o los instrumentos de descripción archivística.
- Asignar un nombre, título, tema y otros accesos útiles a estos recursos de información.[4] Existen muchas maneras de encontrar un artículo, así que deben existir múltiples puntos de acceso. Deben haber suficientes metadatos en el registro sustituto para que los usuarios puedan localizar con éxito el recurso de información que están buscando. Estos puntos de acceso deben ser coherentes, lo cual puede lograrse mediante el control de autoridades.
- Proporcionar los medios para localizar cada recurso de información o una copia del mismo.[5] En las bibliotecas, el catálogo en línea de acceso público (OPAC) puede dar la información de la ubicación al usuario e indicar si el artículo se encuentra disponible.

## Historia del control bibliográfico
Mientras que la organización de la información ha estado presente desde la Antigüedad, el control bibliográfico tal como lo conocemos es una invención más reciente. Las civilizaciones antiguas grabaron listas de libros sobre tablillas, y las bibliotecas de la Edad Media realizaron registros de sus pertenencias. Con la invención de la imprenta de tipos móviles en el siglo XV, podían producirse rápidamente varias copias de un mismo libro. Johannes Trithemius, un bibliotecario alemán, fue el primero en crear una bibliografía en orden cronológico con un índice alfabético de autor. Conrad Gesner siguió sus pasos en el siglo siguiente, cuando publicó una bibliografía de autores e índice de materias. Gesner añadió a su bibliografía una lista alfabética de los autores con nombres invertidos, lo cual fue una nueva práctica. También incluyó referencias a variantes ortográficas de los nombres de autores, siendo pionero del control de autoridades. Andrew Maunsell revolucionó aún más el control bibliográfico, sugiriendo que los libros deben poder localizarse mediante el apellido del autor, el tema del libro, y el traductor. En el siglo XVIII, Sir Thomas Bodley estaba interesado en un catálogo ordenado alfabéticamente por el apellido del autor, así como las entradas de materias. En 1697, Frederic Rostgaard aplicó la subdivisión de materias por cronología y magnitud (mientras que los títulos anteriores fueron dispuestos solo por magnitud), además de establecer un índice de materias y autores basado en los apellidos y el orden de las palabras en los títulos.
Después de la Revolución Francesa, el gobierno de Francia fue el primero en imponer un código nacional con instrucciones para la catalogación de colecciones de bibliotecas. En el British Museum Library, Anthony Panizzi creó sus «Ninety-One Cataloging Rules» (1841), que fundamentalmente sirvió como base de las reglas de catalogación de los siglos XIX y XX. Charles C. Jewett difundió estas reglas en el Instituto Smithsoniano.

## Tipos de catalogación

### Catalogación descriptiva
La catalogación descriptiva es un concepto bien establecido en la tradición de catalogación bibliotecaria, en la cual se distingue entre la catalogación descriptiva y la catalogación temática. En la documentación tradicional, se ha utilizado tanto la representación descriptiva como temática. La catalogación descriptiva se ha definido como la parte de la catalogación que se encarga de describir los detalles físicos de un libro, como su forma, la elección de las entradas y la transcripción del título.

### Catalogación temática
La catalogación temática puede tomar la forma de clasificación o indexación. La clasificación consiste en la asignación de una clase a un documento dado, de acuerdo con una clasificación sistemática (por ejemplo, la Dewey Decimal Classification o la the Library of Congress Subject Headings). La indexación es la asignación de etiquetas que caractericen a los documentos representados en un registro.
La clasificación generalmente utiliza un vocabulario controlado, mientras que la indexación puede utilizar un vocabulario controlado, términos libres o ambos.

## Historia del catálogo bibliotecario
Las bibliotecas han hecho uso de los catálogos, de alguna forma, desde la antigüedad. Existen testimonios del uso de catálogos desde el 2300 a. C. aproximadamente en Sumeria. La Biblioteca de Alejandría tuvo un catálogo parcial que consistía en un listado de la literatura griega realizado por Calímaco. La Biblioteca del Imperio Chino de la Dinastía Han del siglo III d. C. tuvo un catálogo de cerca de 30.000 documentos. Los primeros catálogos en el mundo islámico, alrededor del siglo XI, eran listas de libros donados a las bibliotecas por las sociedad. Estas listas fueron ordenadas por los donantes, y no por la información bibliográfica, pero constituyeron el inventario de la biblioteca.
Muchas bibliotecas antiguas y medievales en Europa se asociaron con las instituciones y órdenes religiosas, incluyendo la Biblioteca Vaticana en Roma. El primer catálogo de la Biblioteca Vaticana es de finales del siglo XIII. Estos catálogos generalmente utilizaban una presentación de los temas de los libros. Mientras que la Biblioteca de la Sorbona en París había acumulado más de mil libros, y en 1290 su catálogo fue pionero en el uso del alfabeto como herramienta de organización.
Fue el crecimiento de las bibliotecas tras la invención de la imprenta de tipos móviles y la amplia disponibilidad del papel lo que llevó a la necesidad de un catálogo que organice los materiales bibliotecarios, para que puedan ser localizados a través del catálogo en lugar de «caminando alrededor». Hacia el siglo XVII las bibliotecas se concibieron como colecciones de conocimiento universal. Dos autores de este siglo, el francés Gabriel Naudé y el escocés John Dury, desarrollaron teorías de la organización sistemática de las bibliotecas. El desarrollo de los principios y reglas que deberían guiar al bibliotecario en la creación de catálogos.

## Reglas de catalogación
Las reglas de catalogación han sido definidas para permitir la catalogación consistente de diversos materiales bibliotecarios por distintas personas de un equipo de catalogación y en cualquier momento.

### Reglas de catalogación anglo-americanas
Las bibliotecas de habla inglesa han compartido las normas de catalogación desde principios de 1800. La primera norma de este tipo se atribuye a Anthony Panizzi, considerado como el guardián de los manuales impresos de la Biblioteca del Museo Británico. Sus 91 reglas, publicadas en 1841, formaron la base de las normas de catalogación durante más de 150 años.
Los trabajos posteriores en el siglo XIX fueron realizados por Charles de Coffin Jewett, director de la biblioteca Smithsonian, que en ese momento estaba dispuesta a convertirse en la biblioteca nacional de los Estados Unidos. Jewett utilizó placas estereotipadas para producir el catálogo de la biblioteca en forma de libro, y propuso la puesta en común de la catalogación entre las bibliotecas. Sus normas se publicaron en 1853.
Jewett fue seguido por Charles Ammi Cutter, un bibliotecario estadounidense cuyas «Reglas para un catálogo diccionario» se publicaron en 1876. Cutter definió el concepto de «facilidad de uso» para los usuarios de la biblioteca.
En el siglo XX, la catalogación bibliotecaria se vio obligada a hacer frente a los nuevos formatos de los materiales, incluidas las grabaciones sonoras, películas y fotografías. Seymour Lubetzky, como empleado de la Biblioteca del Congreso y posteriormente profesor de la UCLA, fue el encargado de realizar extensos estudios de las reglas de catalogación actuales desde 1946 hasta 1969.
Las reglas de catalogación americanas y anglosajonas publicadas en el siglo XX fueron:
- Anglo-American rules: Catalog Rules: Author and Title Entries. 1908.
- American Library Association rules: A.L.A. Cataloguing Rules for Author and Title Entries. 1949.
- Library of Congress rules: Rules for Descriptive Cataloging in the Library of Congress. 1949.
- AACR: Anglo-American Cataloguing Rules. 1967.
- AACR2: Anglo-American Cataloguing Rules (2nd ed.). 1978.
- AACR2-R: Anglo-American Cataloguing Rules (2nd revised ed.). 1988.

En el siglo XXI surgió un nuevo concepto de la catalogación bibliotecaria, en gran parte pasada en el incremento del número de formatos digitales, pero también por una nueva conciencia de la naturaleza de la «Obra» en el contexto bibliográfico, a menudo atribuida a los principios desarrollados por Lubetzky. Este concepto fue apoyado por el trabajo de la Federación Internacional de Asociaciones de Bibliotecarios y Bibliotecas sobre los Requisitos Funcionales para Registros Bibliográficos (FRBR), que hace hincapié en el papel de la obra en el contexto de la literatura. Mediante los FRBR se creó una perspectiva por niveles para la entidad bibliográfica desde la obra al artículo. Esta perspectiva fue incorporada en las reglas de catalogación posteriores a AACR2-R, conocida como Resource Description and Access (RDA).

### Inglaterra
La Biblioteca Bodleiana de la Universidad de Oxford desarrolló su código de catalogación en 1674. El código hizo hincapié en la autoría, y los libros de un mismo autor fueron listados conjuntamente en el catálogo.

### Alemania y Prusia
El estado de Prusia estableció unas normas estándar para todas sus bibliotecas en 1899. Las reglas se basaron en las de la Biblioteca de la Universidad de Breslavia por Karl Dziatz. Estos fueron adoptadas por toda Alemania, Prusia y Austria. Tras la adopción de los Principios de París en 1961, Alemania desarrolló el Regeln für die alphabetische Katalogisierung: RAK en 1977.

### Reglas de catalogación
Las reglas de catalogación definen que cada información de un elemento bibliográfico se incluye en una entrada, y cómo esta información se presenta al usuario. También permite ordenar las entradas en la impresión del catálogo.
Actualmente, la mayoría de reglas de catalogación son similares, o están basadas en la Descripción Bibliográfica Internacional Normalizada (ISBD), un conjunto de normas producidas por la Federación Internacional de Asociaciones de Bibliotecarios y Bibliotecas (IFLA) para describir una amplia gama de material bibliotecario. Estas reglas organizan la descripción bibliográfica de un libro en las siguientes ocho áreas: título y mención de responsabilidad (autor o editor), edición, detalles específicos del material (por ejemplo, la escala de un mapa), publicación y distribución, descripción física (por ejemplo, número de páginas), serie, notas y número estándar (ISBN). Las reglas de catalogación más utilizada en el mundo de habla inglesa son las Reglas de Catalogación anglo-americanas, 2.ª edición (AACR2). Las AACR2 establecen normas solamente para la catalogación descriptiva, sin hacer referencia a la catalogación temática. Las RCAA2 han sido traducidas a muchos idiomas para su uso en todo el mundo. En los países alemanes se utiliza la Regeln für die alphabetische Katalogisierung (RAK), también basada en ISBD.
En las bases de datos temáticas como Chemical Abstracts, MEDLINE y PsycINFO, el Formato Común de Comunicación (CCF) sirve como un estándar de referencia. Diferentes normas prevalecen en archivos y museos, como el CIDOC-CRM. Resource Description and Access (RDA) es un reciente intento de desarrollar una norma que atraviese los dominios de las instituciones del patrimonio cultural.

### Formatos digitales
La mayoría de las bibliotecas utilizan actualmente los estándares MARC, desarrollados por primera vez durante la década de 1960, para codificar y transportar datos bibliográficos. Estos estándares han sufrido críticas en los últimos años por ser viejos, únicos en la comunidad bibliotecaria, y difícil al trabajar computacionalmente. La Biblioteca del Congreso está desarrollando actualmente BIBFRAME, un nuevo esquema RDF para expresar los datos bibliográficos. BIBFRAME se encuentra todavía en fase de prueba, pero varias bibliotecas ya están probando la catalogación con este nuevo formato.
Las colecciones bibliotecarias digitales a menudo usan los formatos digitales más simples para almacenar sus metadatos. Los esquemas basados en XML, en particular Dublin Core y MODS, son frecuentes en los datos bibliográficos de estas colecciones.

### Transliteración
Los libros que están escritos en lengua extranjera son, en algunos casos, transliterados a la lengua del catálogo. En los Estados Unidos y otros países, los catalogadores suelen utilizar las tablas de romanización ALA-LC para este trabajo. Si no se hiciera así, habría que desarrollar diferentes catálogos para cada una de las lenguas.

## Cuestiones éticas
Ferris afirma que los catalogadores, al usar su criterio y punto de vista especializado, mantienen la integridad del catálogo y proporcionan un «valor añadido» para el proceso del control bibliográfico, como una facilidad para la comunidad de usuarios de la biblioteca. Este valor añadido también tiene el poder de dañar, dando lugar a la denegación de acceso a la información. Los errores y los sesgos en la catalogación de los registros puede «estigmatizar a grupos de personas con etiquetas inexactas o degradantes, y dar la impresión de que algunos puntos de vista son más habituales que otros».
La responsabilidad social en la catalogación es el «acceso justo y equitativo a la información pertinente, adecuada, precisa y sin censura de una manera oportuna y libre de prejuicios». Con el fin de actuar de forma ética y de una manera socialmente responsable, los catalogadores deben tener en cuenta la forma en que sus juicios se benefician. Deben tener cuidado de no hacer mal uso o falsificar información a través de una catalogación inexacta o de nivel mínimo y no censurar a propósito o inadvertidamente información.
Bair establece que es obligación de los catalogadores profesionales para suministrar, los registros de sustitutos de alta calidad exactos a fondo para bases de datos y que los catalogadores también tienen la obligación ética de «contribuir al acceso justo y equitativo a la información». Bair recomienda que catalogadores participen activamente en el desarrollo, la reforma y la aplicación justa de las reglas de catalogación, normas y clasificaciones, así como el almacenamiento de información y sistemas de recuperación. Según lo indicado por Knowlton, los puntos de acceso deben basarse en qué sería lo más probable que busque un tipo particular de usuario de la biblioteca, independientemente de la noción de control bibliográfico universal.
No existe un código formal de ética para los catalogadores, por lo que a menudo los catalogadores siguen las políticas bibliotecarias o departamentales para resolver conflictos en la catalogación. Mientras que la Asociación Americana de Bibliotecas creó un Código de Ética, Ferris señala que ha sido criticado por ser demasiado genérico para abarcar las habilidades especiales que establecen los catalogadores, aparte de otros bibliotecarios y profesionales de la información. Según lo indicado por Tavani, un código de ética para los catalogadores puede inspirar, orientar y educar (como se cita en Bair, 2005, p. 22). Bair sugiere que un código efectivo de ética para catalogadores debe tener aspiraciones y discutir la conducta y acciones específicas con el fin de servir como una guía en situaciones reales. Bair ha cerrado ya el comienzo de un código formal de ética en catalogación en «Toward a Code of Ethics for Cataloging».

## Crítica
Sanford Berman, exjefe de catalogación de la Biblioteca del Condado de Hennepin en Minnetonka, Minnesota, ha sido un importante crítico de los Encabezamientos de Materia de la Biblioteca del Congreso. Su publicación Prejudices and Antipathies: A Tract on the LC Subject Heads Concerning People (P&A) de 1971 desencadenó un movimiento para corregir los encabezamientos de materia sesgados.  En P&A, Berman enumeró 225 encabezamientos con propuestas de modificación, adición o supresión y referencias cruzadas para «reflejar con más precisión el lenguaje utilizado en el tratamiento de estos temas, rectificar los errores de sesgo y guiar mejor a los bibliotecarios y usuarios». Berman es bien conocido por exigir cambios de los encabezamientos contra el racismo, sexismo, homofobia y secreto gubernamental, entre otras áreas.
En «Three Decades Since Prejudices and Antipathies: A Study of Changes in the Library of Congress Subject Headings», Knowlton analizó la forma en que la lista de Encabezamientos de Materia de la Biblioteca del Congreso (LCSH) ha cambiado compilando una tabla de cambios descritos en P&A, seguido de la situación actual de los encabezamientos en cuestión. Knowlton afirmó que su intención con esta tabla es «mostrar cómo muchos de los cambios propuestos por Berman se han aplicado y qué áreas de sesgo son todavía frecuentes en la LSCH». En el debate de los resultados de Knowlton, se reveló que de las 225 propuestas de Berman, sólo 88 se han llevado a cabo o se han acercado a sus sugerencias (lo que representa el 39%), y otras 54 propuestas (el 24%) se han modificado parcialmente.

## Aspectos de la catalogación
- El acceso principal se refiere en general al primer autor cuyo nombre aparece en el documento. El resto de autores se añaden como accesos secundarios. En el caso de que no se nombre ningún autor, será considerado como acceso principal el título de la obra.
- El control de autoridades es un proceso que emplea un término único y específico para una persona, lugar o título para mantener la consistencia entre los puntos de acceso dentro del catálogo. Un control de autoridades eficaz evita que el usuario se vea obligado a buscar múltiples variantes de títulos, autores o términos.
- La catalogación cooperativa consiste en la colaboración entre las bibliotecas para crear registros bibliográficos y de autoridades, estableciendo prácticas de catalogación y utilizando sistemas que faciliten el uso de los registros compartidos.[27]